# Kazon
În universul fictiv Star Trek, Kazon (pronunțat [ˈkeɪzɒn]) este o rasă din Cuadrantul Delta. Kazon are o tehnologie inferioară Federației Unite a Planetelor așa cum există în secolul al XXIV-lea. USS Voyager (NCC-74656) realizează Primul Contact al Federației cu rasa Kazon imediat după sosirea în Cuadrantul Delta.

## Caracteristici
Fizic, Kazonii formează o specie umanoidă, care are cel puțin două variante rasiale, cea mai frecventă rasă fiind cea care are pielea de culoarea cuprului, există și o rasă minoritară cu pielea maro. Pe frunțile tuturor Kazonilor există crestături distinctive și părul lor negru sau maro crește în bucăți mari în stilul Afros.

## Societate
Kazonii au fost făcuți sclavi de către Trabe, o rasă mai avansată, până când Kazonii s-au unit și s-au eliberat, le-au furat navele, tehnologie și teritorii. După ce s-au unit ca să răstoarne tirania, ei s-au împărțit în diferite secte și de atunci, au fost în conflict permanent. Fiecare conducător de sectă primește titlul de First Maje.
Societatea lor este uneori menționată sub denumirea 'Kazon Collective', deși acest lucru se întâmplă rar deoarece de cele mai multe ori sectele se luptă în mod constant între ele. Sectele principale sunt:
- Halik
- Ogla
- Oglamar
- Relora
- Nistrim
- Mostral
- Hobii (pronounced hoe-by)
- Pommar
- Sari

Voyager niciodată nu a întâlnit membrii din secta Sari.

## Tehnologie
Navele Kazoni sunt diverse: de la nave de luptă uriașe (mai mare decât nava Federației, clasa Jem'Hadar, Dominion și decât navele Romulane din clasa D'Deridex a păsărilor de luptă) la mici navete. Tehnologia Kazonilor și navele lor spațiale au fost luate de la rasa Trabe. Deși această tehnologie este primitivă în comparație cu cea de pe Voyager, numărul mare de nave și numărul de arme (și, prin urmare, puterea de foc) a celor mai mari nave le face o amenințare gravă pentru o navă mică și  solitară a Federației.
Kazonii  nu cunosc tehnologia replicatorului, nici a teleportorului, așa cum reiese din episodul Voyager: „Basics”. În absența unui teleportor, ei au luat echipajul Voyager prin surprindere prin îmbarcarea pe navă prin intermediul unor docuri de încărcare. 
Borg îi clasifică pe Kazoni ca fiind Specia 329 și nu îi consideră vrednici de asimilare; inferioritatea tehnologică a speciei lor poate servi doar pentru distragerea atenției de la obiectivul Borg privind atingerea perfecțiunii.

## Rolul dinVoyager
Kazonii apar de mai multe ori în primele două sezoane din seria Voyager. La sfârșitul celui de-al doilea sezon, nava este capturată pentru scurt timp de Kazonii-Nistrim. Cu toate acestea, Tom Paris și un număr de nave Talaxiene recuceresc nava. Kazonii abandonează Voyager și nu vor mai avea niciodată de-a face cu ea. La începutul sezonului al patrulea, Kes propulsează nava Voyager la 9.500 de ani-lumină distanță de Cuadrantul Alfa, la o distanță foarte mare de teritoriile locuite de Kazoni.